# Isak Trivallius
Isak Trivallius, född 24 november 1685 i Väderstads församling, Östergötlands län, död 18 maj 1727 i Malexanders församling, Östergötlands län, var en svensk präst.

## Biografi
Isak Trivallius föddes 24 november 1685 i Väderstads socken. Han var son till komministern O. Trivallius. Trivallius blev 1708 student vid Uppsala universitet och prästvigdes 19 augusti 1715. Han blev 17 juni 1717 kyrkoherde i Malexanders församling. Trivallius var opponent vid prästmötet 1720. Han avled 18 maj 1727 i Malexanders socken.
Trivallius gifte sig 4 juli 1722 med Anna Magdalena Wallin (1699–1769),  dotter till prosten Johannes Wallin i Odensvi församling. Den fick tillsammans sonen gymnasisten Olof Trivallius (1723–1741). Efter Trivallius död gifte Anna Magdalena Wallin om sig efter med kyrkoherden Isak Runberg i Torpa församling.